# Cardepia demotica
Cardepia demotica är en fjärilsart som beskrevs av Pueng. 1902. Cardepia demotica ingår i släktet Cardepia och familjen nattflyn. Inga underarter finns listade i Catalogue of Life.